# Воллеро, Алессандро
Алессандро Воллеро (англ. Alessandro Vollero; 1889, Граньяно, провинция Неаполь, Кампания, Королевство Италия — 1959, Итальянская Республика) — италоамериканский гангстер неаполитанского происхождения, высокопоставленный член неаполитанской Банды Нэви-стрит в Бруклине (Нью-Йорк). Был лейтенантом босса банды Пеллегрино Морано во время войны между каморрой и мафией 1915—1917 годов.

## Биография
Родившись в Италии, в 1909 году Воллеро эмигрировал со своей семьёй в Соединённые Штаты и поселился в Бруклине. Вскоре он связался с неаполитанскими уличными бандам, действовавшими в этом районе под эгидой каморры. В итоге Воллеро купил кофейню на Нэви-стрит в Бруклине, которая стала домом для Банды Нэви-стрит. Неаполитанские банды были главными соперниками сицилийских банд, в первую очередь группировки Джузеппе Морелло из Манхэттена, которая пыталась расширить свою территорию. Неаполитанские банды в конечном итоге объединились против семьи Морелло.
7 сентября 1916 года Воллеро участвовал в убийствах Николаса Морелло, брата Джузеппе Морелло, сменившего его во главе семьи, и его телохранителя Чарльза Убриако. Воллеро хотел отомстить Морелло за их убийство своего друга Николаса Дельгардио. Воллеро заманил Морелло и Убриако в своё кафе под предлогом переговоров с Морано о прекращения огня. Однако по прибытии на место Морелло попал в засаду пяти гангстеров бруклинской каморры и был расстрелян вместе с телохранителем. Полиции удалось задержать двоих убийц, «Торпеду» Тони Нотаро и Ральфа Даниэлло. Даниэлло согласился дать показания против Воллеро и Морано, а также предоставить доказательства совершения ими убийств в обмен на смягчение приговора.
В 1917 году Воллеро были официально предъявлены обвинения в убийствах Морелло, Убриако и манхэттенского игрока Джорджа Верризано. Свидетельство Даниелло, наряду с показаниями ещё нескольких членов Банды Неви-стрит и Банды Кони-Айленда, убедили суд. Воллеро и Морано были осуждены за убийство первой степени. Судебный процесс над лидерами бруклинской каморры ознаменовал конец как Банды Неви-стрит, так и всей нью-йоркской каморры.
20 июня 1918 года Воллеро был приговорён к смертной казни в тюрьме Синг-Синг штата Нью-Йорк Позже приговор Воллеро был заменён на длительное тюремное заключение. В 1920-х годах, находясь в тюрьме, Воллеро познакомился с Джимми Дестефано и его другом детства Джо Валачи, став их наставником. 28 апреля 1933 года Воллеро был освобождён и депортирован на родину, в Граньяно, маленький городок недалеко от Неаполя.